# Rogue River (Michigan)
Rogue River és un riu a l'estat nord-americà de Michigan, que travessa els comtats de Kent i Newaygo i el Rogue River State Game Area. Mesura 48 milles (77 km) de llargada  i té una conca de 234 milles quadrades (610 km2).El seu cabal estimat és de 268.95 cu ft/s (7.616 m3/s).
La seva capçalera són una sèrie de séquies que drenen l'antic llit del llac Rice prop de Grant amb fins agrícoles. En aquesta àrea se n'ha dragat i redreçat la llera deixant un hàbitat limitat per als peixos. El riu s'uneix al riu Grand al sud-est de Belmont a Plainfield Township. El Blythefield Country Club avui dia es troba en un cingle just al nord-est d'on el Rogue desemboca al Grand.
Originalment anomenat "Rouge River", la seva denominació fou alterada al segle XIX degut a l'error d'impressió d'un cartògraf de Wisconsin. Com a via fluvial fronterera, l'històric riu Rogue fou de gran importància per a tribus i comerciants locals. Durant l'era de la fusta a finals del segle XIX les seves aigües eren currulles de troncs fins als molins de la vall del Grand River, i el vaixell fluvial Algoma es va dirigir cap al nord al llarg de Rogue donant el seu nom a Algoma Township del comtat de Kent.
El riu Rogue està designat com a "Country Scenic" segons la Michigan's Natural Rivers Act (literalment llei de rius naturals de Michigan).  És popular entre els pescadors de truites des de mitjans del segle xx. Està intersecat en alguns llocs pel White Pine Trail. Varia des de 15 peus (4.6 m) d'amplària a les seccions superiors fins a 80 peus (24 m) d'ample prop del seu extrem i fa entre 1 a 4 peus (0.3 a 1.2 m) profund. Hi ha "forats" al riu de fins a 15 peus (4.6 m) en profunditat.
La presa de Rockford frena el Rogue a la ciutat de Rockford.
El juliol de 2010 el riu Rogue fou designat com a Trout Unlimited Home River. Això proporciona finançament per a la restauració de l'hàbitat i la planificació de la gestió del sòl..